# Soroll cardíac
Els  sorolls cardíacs  són els que se senten en l'auscultació cardíaca. Normalment són dos sorolls (1r i 2n) separats per dos silencis (petit i gran silenci respectivament). En algunes ocasions es pot percebre l'existència d'un tercer soroll, i menys freqüentment un quart soroll.
Succintament, els sorolls cardíacs es deuen a les vibracions que la sang sofreix en ser mobilitzada a l'interior dels ventricles, o del començament de les grans artèries i que per la seva intensitat es propaguen a les parets del tòrax; allà el sentit els capta com sorolls.

## Primer soroll
Coincideix amb la iniciació del xoc de la punta i correspon al començament de la sístole ventricular. És més profund i llarg que el segon i es percep amb més claredat en els focus de la punta.
Resulta del tancament de les vàlvules mitral i tricúspide i de l'obertura de les aòrtiques i pulmonars, a més de l'inici de la contracció ventricular.
La causa principal és que la sang, impulsada violentament contra les vàlvules aurículo-ventriculars, a les que tanca, retrocedeix contra les parets del ventricle, torna sobre les vàlvules novament, etc.; es produeixen així, vibracions de la sang i de les parets ventriculars que, propagades, constitueixen la base física del primer soroll.
Normalment, la vàlvula mitral es tanca discretament abans que la tricuspídia, no percebent tots dos components per separat, per ser la diferència de temps molt escassa. En circumstàncies anormals pot augmentar aquesta diferència i es perceben els dos components (desdoblament del primer soroll). Altres vegades el tancament es produeix amb més força, apareixent un soroll més nítid i pur (reforç del primer to).

## Segon soroll
Coincideix amb el començament de la diàstole ventricular i es percep amb més nitidesa en els focus de la base cardíaca. És el resultat del tancament de les vàlvules sigmoides o semilunars (aòrtica i pulmonar), i de l'obertura de les vàlvules auriculoventriculars (tricúspide i mitral).
Igual que ocorre en el primer soroll, els dos components principals d'aquest segon soroll no són simultanis en el temps, sinó que ocorren amb un escassa diferència no perceptible. En condicions anormals es pot accentuar aquesta diferència, percebent-los llavors separats (desdoblament del segon soroll), això passa perquè es retarda el tancament de la vàlvula pulmonar. També es pot percebre anormalment un reforç del segon to anàlogament com ocorre en el primer.
En situacions especials, particularment en pacients pediàtrics, el desdoblament del segon to és freqüent i normal. A més, el desdoblament normal de T2 pot donar-se en auscultar pacients adults sense cardiopatia, associant-se a la inspiració. L'explicació d'aquest fenomen està en relació amb el descens diafragmàtic que augmenta la pressió intraabdominal (disminuint al seu torn la intratoràcica) i l'increment subseqüent del retorn venós cap a les cavitats dretes. Aquest augment de volum sanguini en el ventricle dret, comporta un major temps sistòlic i un retard en el tancament de la vàlvula.
En cas d'estenosi mitral o tricuspídia, podem percebre l'existència del denominat espetec d'obertura (soroll concomitant amb l'obertura de les vàlvules auriculoventriculars que normalment no se senten). Tenen les mateixes característiques que el segon soroll i s'escolten immediatament a continuació d'aquest.

## Tercer soroll
S'escolta en algunes ocasions, generalment en nens, en què no sol assenyalar patologia. Es tracta d'un soroll diastòlic que ocorre després del segon to i té una freqüència molt baixa. És causat per l'ompliment brusc del ventricle, a causa d'una velocitat de flux augmentada, un volum de sang augmentat. És incompatible amb estenosi mitral o tricuspídia.

## Quart soroll
És molt menys freqüent i sol tenir un significat patològic. És un soroll presistòlic que s'escolta abans que el primer normal, i es deu a la vibració produïda per la contracció auricular contra un ventricle poc distensible. És de freqüència molt baixa i s'escolta millor a la punta.

## Silencis
Els sorolls cardíacs normals estan separats entre si per silencis:
- Petit silenci: entre el primer i el segon to. Coincideix amb la sístole ventricular.
- Gran silenci: entre el segon i el primer del cicle següent. Coincideix amb la diàstole ventricular.

En circumstàncies anormals, aquests silencis poden estar ocupats, parlant llavors de l'existència d'un buf cardíac.